# カール・ルートヴィヒ・ギーゼケ

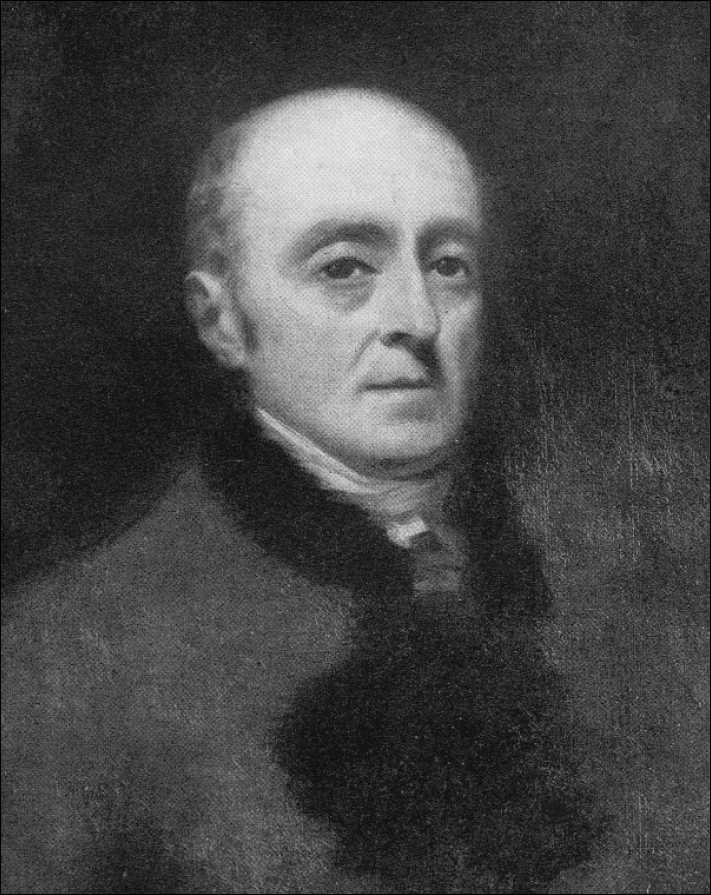
Carl Ludwig Giesecke.

カール・ルートヴィヒ・ギーゼケ（Carl Ludwig Giesecke、1761年4月6日 - 1833年3月5日)は、本名、ヨハン・ゲオルク・メッツラー(Johann Georg Metzler)、後年、アイルランドで働き、英語名としてチャールズ・ルイス・ギーゼケ(Sir Charles Lewis Giesecke）を名乗った。ドイツのオペラ俳優、脚本家、極地探検家、鉱物学者である。

## 略歴
アウクスブルクの仕立て屋の息子に生まれた。アウクスブルクの高校で学び、校長の推薦で1781年から1783年までゲッティンゲン大学で法律を学び、自然科学にも興味を持ち、自然学者のヨハン・フリードリヒ・ブルーメンバッハの講義にも参加した。
1784年に大学を退学し、旅芸人になり、芸名を名乗り、6年間、様々な劇場で働いた。1789年にフリーデル(Johann Friedel)が経営するウィーン、ヴィーデンの劇場に雇われ、フリーデルの跡を興行主兼脚本家、俳優のエマヌエル・シカネーダーが継いだ後も、俳優として残された数人のうちの一人となった。俳優としてはモーツァルトのオペラ、『魔笛』の1791年の初演で奴隷の役を演じたことが知られている。俳優としてより裏方として有能であったため、研究者Julius Cornetは1818年に、『魔笛』の脚本はギーゼケの作品であると言う説を出したが、モーツァルトの研究者によって否定されている。『フィガロの結婚』や『コジ・ファン・トゥッテ』をドイツ語で演じるためにドイツ語への翻訳を行ったとされる。1789年から1800年の間に15以上のオペラ台本を書き、ウィーンの作曲家によって作曲され、ウィーンで上演された。
1788年にフリーメイソンの会員となり、モーツァルトと同じ、ロッジに属していた。1800年に演劇関係の仕事を止め、鉱物関係の商人となりウィーンを去った。1801年にフライベルクでアブラハム・ゴットロープ・ウェルナーのもとで学んだ後、王立プロイセン鉱山顧問（KöniglicherPreussischer Bergrat）の資格で、スウェーデン、ノルウェーで鉱山技師などで働いた。デンマーク国王の許可を得て、1806年からグリーンランドの鉱物調査を行うが、ナポレオン戦争に伴うデンマークとイギリスとの戦いは、2年の予定の調査が帰還できたのは1813年とまでなり、収集した標本を乗せた船はイギリスに拿捕されるなど失われることになった。グリーンランドでは鉱物調査の他に、コケ類も収集し、Lorenz Chrysanth von Vestによって新種として記載された。後にグリーンランドでの調査結果を『グリーンランドの鉱物探検』Mineralogiske Rejse i Grenlandとして出版した。
グリーンランドに長期の滞留を強いられ生還したことが、探検家としての評価となり、1814年にエディンバラ王立協会の会員に選ばれ、同じ年にデンマーク国王から爵位を与えられた。当時英語が十分に話せなかったにもかかわらず、ダブリン大学の鉱物学の教授に任じられた。その後も鉱物調査を行い、ダブリンで没した。